# Storyolympiade

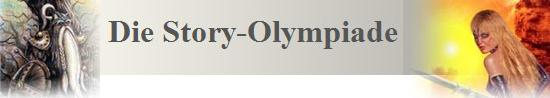
Banner der Storyolympiade bis 2008

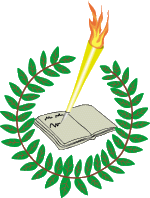
Logo der Storyolympiade seit 2009

Die Storyolympiade ist ein nichtkommerzieller Schreibwettbewerb für deutschsprachige Phantastik, welcher im März 1999 durch Autoren und Mitglieder des Internetforums Autorenwebring für SF&Fantasy ins Leben gerufen wurde.

## Historie
Die erste Story-Olympiade fand 1999 lediglich als Internet-Wettbewerb für Kurzgeschichten statt. Im Jahr 2000 wurde dann von Stefanie Pappon und Ernst Wurdack, beides Gründungsmitglieder des Autorenwebrings und letzterer als späterer Klein-Verleger, der Schritt gewagt eine Anthologie mit den Siegergeschichten zu veröffentlichen.
Ab dem Jahr 2003 lag dann die Teilnehmerzahl jeweils bei über 200 Wettbewerbsbeiträgen aus Deutschland, Österreich, Liechtenstein, Großbritannien, Russland, Italien und der Schweiz.
Im Jahr 2001 wurde der Wettbewerb jedoch beinahe wegen des zu hohen Finanzierungsrisikos für den Herausgeber beendet. Die Probleme entstanden, da ein beteiligter Autor die Anthologie öffentlich zum üblicherweise etwas günstigeren Autorenpreis anbot. Daraufhin erfolgte eine Stornierungswelle von bereits eingeplanten Bestellungen zum Normalpreis beim privat in Vorleistung gegangenen Herausgeber. Die eigentlich durchgerechnete Kostendeckung war nicht mehr gewährleistet, deshalb entschied der Herausgeber enttäuscht, das Projekt Story-Olympiade, welches ja als Ziel die Veröffentlichung der Siegergeschichten hat und hatte, für gescheitert zu erklären. Auf vielfaches Drängen und Bitten von Beteiligten an der Story-Olympiade und Freunden des Wettbewerbs konnte diese Entscheidung jedoch wieder rückgängig gemacht werden.
Seit der Verlagsgründung durch Ernst Wurdack im Jahr 2004 erscheinen die Anthologien mit den besten Wettbewerbsstorys im Wurdack-Verlag.
Bis 2007 wurden mehrere Kurzgeschichtenbände mit jeweils zehn bis 30 Siegergeschichten veröffentlicht.  Einige der Sieger (siehe Gewinner der bisherigen Wettbewerbe) haben inzwischen eigenständige Romane veröffentlicht oder an den entstandenen Spartenprojekten mitgewirkt.
Im August 2008 beendete Ernst Wurdack, der bisherige Chef im Team der Story-Olympiade, seine Tätigkeit als Veranstalter der Story-Olympiade und übergab die Organisation und Verwaltung komplett an ein Team aus lange Jahre gedienten und auch neuen Freiwilligen. Die Anthologie des Jahres 2010 erschien noch im Wurdackverlag. 2012 übernahm der Verein "Die Phantasten" die verlegerische Betreuung der Sieger-Anthologie. Seit 2013 konnte der Torsten Low Verlag als Verleger für die Storyolympiade gewonnen werden.

## Ziele
Mit diesem Wettbewerb sollen Autorentalente der deutschen Phantastik gefunden und ihnen Möglichkeiten zur Veröffentlichung gegeben werden.
Die Teilnahme an der Story-Olympiade ist durch ehrenamtliche Arbeit der Story-Olympiade-Mitarbeiter für die teilnehmenden Autoren mit keinerlei Kosten verbunden. Für die Auslagen bis zur Veröffentlichung ging ein Gründungsmitglied privat und freiwillig in Vorleistung.

## Genre
Die Themen der Geschichten sind Erzählungen aus dem Bereich Phantastik, also Horror, Science-Fiction oder Fantasy.
Aus urheberrechtlichen Gründen sind jedoch im Wettbewerb Geschichten aus dem Bereich Fan-Fiction ausgeschlossen. Nicht erlaubt sind zum Beispiel Erzählungen auf Basis von Star Trek, Shadowrun, Star Wars, sowie Inhalte aus Rollenspielwelten.
Die Einschränkung für Inhalte aus Rollenspielwelten galt jeweils nur während des Wettbewerbs. Nach Abschluss der Wettbewerbe lag für das Demonwright-Universum, eine Rollenspielwelt, die Genehmigung des Spielherstellers vor. Einige der von den Siegern anschließend erstellten Romane handeln daher in der Spielwelt des Demonwright-Universums.

## Wettbewerbsablauf
Seit dem Jahr 2000 prüft eine Vorjury (vier bis sechs ehrenamtliche Helfer) die eingegangenen Erzählungen auf die Regeleinhaltung der jeweiligen Ausschreibung sowie auf Qualitätskriterien. Ab 2001 wurden die Beiträge zusätzlich anonymisiert. Die von der Vorjury angenommenen Beiträge werden anschließend von der Hauptjury (sechs bis acht ehrenamtliche Helfer) jeweils für Inhalt und Ausführung mit Punkten bewertet. Vor- und Hauptjury bewerten unabhängig und getrennt voneinander. Die Erzählungen, welche insgesamt die meisten Punkte erreichen, werden als Siegergeschichten in den Story-Olympiade-Anthologien gedruckt. Zudem wurden bis 2008 jeweils der 1. bis 3. Platz zum Schreiben eines Romans ermuntert und dabei unterstützt. Hierdurch entstanden auch die unten aufgeführten Spartenprojekte.
Die Ausschreibung für das Jahr 2008 war für die Story-Olympiade ein Novum, da hier zum ersten Mal abgeschlossene Romane mit 360 000 bis 450 000 Zeichen inklusive Leerzeichen für den Wettbewerb gewünscht wurden.
Der Wettbewerb 2008 wurde jedoch ohne Sieger von der Jury beendet.
In den Jahren 2009 und seit 2011 werden im Zweijahresrhythmus wieder Kurzgeschichtenwettbewerbe durchgeführt.

## Weitere Projektarbeiten (Spartenprojekte)
Zu den Wettbewerben werden viele Geschichten eingesandt, die für eine Veröffentlichung geeignet erscheinen, aber nicht mehr in die jeweilige Story-Olympiade-Anthologie passen. Deshalb wurden bis 2008 Spartenprojekte entwickelt, die den im Wettbewerb bekannt gewordenen Autoren zusätzlich eine Möglichkeit zur Veröffentlichung ihrer Geschichten bieten. Diese Spartenprojekte wurden von ehrenamtlichen Redaktionsteams betreut, wodurch eine weitere Förderung der Autoren gewährleistet wurde.
Durch die Story-Olympiade sind unter anderem folgende Spartenprojekte entstanden:
- Fantasy z. B. „Demonwright“ und „Movenna“, betreut durch Ernst Wurdack
- Horror/Grusel/Phantastik z. B. „Pandaimonion“ betreut durch Anja Labussek, Dr. Melanie Metzenthin, Claudia Hornung und Olaf Trint
- Thriller z. B. „Lichtscheu“, „Neun Leben“ und „Blind“, betreut durch Ernst Wurdack
- Science-Fiction z. B. „Deus ex machina“, „Walfred Goreng“, „Tabula rasa“, „Golem & Goethe“, „Überschuss“, betreut durch Armin Rößler, Dr. Heidrun Jänchen und Dieter Schmitt
- Märchen betreut durch Dr. Petra Hartmann und Judith Ott

Aktuell werden durch das Team der Storyolympiade keine Spartenprojekte betreut.

## Gewinner der bisherigen Wettbewerbe
Die vergangenen Wettbewerbe
| Cover                              | Platzierung     | Titel                        | Autor             |
| ---------------------------------- | --------------- | ---------------------------- | ----------------- |
| ohne Cover – nur online publiziert | 1               | Die Sonnenfleckenlotterie    | Olaf Mews         |
| ohne Cover – nur online publiziert | 2 = punktgleich | Schattenträger               | Stefanie Pappon   |
| ohne Cover – nur online publiziert | 2 = punktgleich | Die Schatten in seinen Augen | Thomas Michel     |
| ohne Cover – nur online publiziert | 3               | König Surbolds Grab          | Petra Hartmann    |
| ohne Cover – nur online publiziert | 4               | Die im Dunkeln               | Frank W. Haubold  |
| ohne Cover – nur online publiziert | 5               | Tanz der Schatten            | Christine Pierson |
| ohne Cover – nur online publiziert | 6               | Licht und Schatten           | Meriamon          |
| ohne Cover – nur online publiziert | 7               | Wächter der Dämmerpfade      | Stefanie Pappon   |
| ohne Cover – nur online publiziert | 8 = punktgleich | Saturn Reise                 | Josef Thanner     |
| ohne Cover – nur online publiziert | 8 = punktgleich | Schattendieb                 | Liamara           |
| ohne Cover – nur online publiziert | 9               | Die unbekannte Welt          | Detlef Schirrow   |

| Cover                         | Platzierung     | Titel                          | Autor              |
| ----------------------------- | --------------- | ------------------------------ | ------------------ |
| Cover des Bandes „Traumpfade“ | 1               | Die Wahrheit ist irgendwo      | Bernhard Schneider |
| Cover des Bandes „Traumpfade“ | 2               | Der See der unendlichen Träume | Elvira Lauscher    |
| Cover des Bandes „Traumpfade“ | 3 = punktgleich | Die Krone Eirikirs             | Petra Hartmann     |
| Cover des Bandes „Traumpfade“ | 3 = punktgleich | Geburtstag                     | Anton Born         |
| Cover des Bandes „Traumpfade“ | 3 = punktgleich | Rache ist alles                | Stefanie Bense     |
| Cover des Bandes „Traumpfade“ | 4               | Elfen schlafen nicht           | Dorothea Franz     |
| Cover des Bandes „Traumpfade“ | 5               | Die Träumer                    | Daniela Hoppaus    |
| Cover des Bandes „Traumpfade“ | 6               | Fließende Übergänge            | Armin Rößler       |
| Cover des Bandes „Traumpfade“ | 7               | Wege der Wanderer              | Cathrin Hahne      |
| Cover des Bandes „Traumpfade“ | 8               | Blaue Stunde                   | Gabriele Scharf    |

| Cover                                       | Platzierung | Titel                               | Autor              |
| ------------------------------------------- | ----------- | ----------------------------------- | ------------------ |
| Cover des Bandes „Geschöpfe der Dunkelheit“ | 1           | Groome sind ausgestorben            | Sabine Meyer       |
| Cover des Bandes „Geschöpfe der Dunkelheit“ | 2           | Der unbekannte Feinschmecker        | Corinna Jaeger     |
| Cover des Bandes „Geschöpfe der Dunkelheit“ | 3           | Flarics Hexen                       | Petra Hartmann     |
| Cover des Bandes „Geschöpfe der Dunkelheit“ | 4           | Dein Freund wohnt in der Dunkelheit | J.Th. Thanner      |
| Cover des Bandes „Geschöpfe der Dunkelheit“ | 5           | Dunkle Träume                       | Susanne Rauchhaus  |
| Cover des Bandes „Geschöpfe der Dunkelheit“ | 6           | Sympathy for the Devil              | Angelika Brox      |
| Cover des Bandes „Geschöpfe der Dunkelheit“ | 7           | Katzenmond                          | Sabina Luger       |
| Cover des Bandes „Geschöpfe der Dunkelheit“ | 8           | Der Mann im Mond                    | Felii Frisee       |
| Cover des Bandes „Geschöpfe der Dunkelheit“ | 9           | Die Chlorophyll-Affäre              | Bernhard Schneider |
| Cover des Bandes „Geschöpfe der Dunkelheit“ | 10          | Zeugnis                             | Uwe Frinker        |

| Cover                                         | Platzierung | Titel                               | Autor              |
| --------------------------------------------- | ----------- | ----------------------------------- | ------------------ |
| Cover des Bandes „Hexen, Magier, Scharlatane“ | 1           | Magische Momente                    | Heidrun Jänchen    |
| Cover des Bandes „Hexen, Magier, Scharlatane“ | 2           | Cyberhexi666                        | Christian Savoy    |
| Cover des Bandes „Hexen, Magier, Scharlatane“ | 3           | Was aber hilft die edelste Magik …? | Stefanie Bense     |
| Cover des Bandes „Hexen, Magier, Scharlatane“ | 4           | Eine sonderbare Geschichte          | Thomas Kohlschmidt |
| Cover des Bandes „Hexen, Magier, Scharlatane“ | 5           | Neulich im Zauber-Schnupperkurs     | Andrea Tillmanns   |
| Cover des Bandes „Hexen, Magier, Scharlatane“ | 6           | Zaubertricks                        | Bengt Hagelstein   |
| Cover des Bandes „Hexen, Magier, Scharlatane“ | 7           | Die letzte Zauberin                 | Barbara Schinko    |
| Cover des Bandes „Hexen, Magier, Scharlatane“ | 8           | Das Biotop                          | Pepe Wasser        |
| Cover des Bandes „Hexen, Magier, Scharlatane“ | 9           | Die Machtfalle                      | Oliver Wöbbeking   |
| Cover des Bandes „Hexen, Magier, Scharlatane“ | 10          | Drachenzahn                         | Sabina Luger       |

| Cover                                  | Platzierung     | Titel                             | Autor              |
| -------------------------------------- | --------------- | --------------------------------- | ------------------ |
| Cover des Bandes „Strahlende Helden?!“ | 1               | Rota                              | Siegfried Dierker  |
| Cover des Bandes „Strahlende Helden?!“ | 2               | Happy-End                         | Birgit Erwin       |
| Cover des Bandes „Strahlende Helden?!“ | 3               | Ein unrühmliches Ende             | Leo Wolf           |
| Cover des Bandes „Strahlende Helden?!“ | 4               | Ein wahrer Held                   | Oliver Wöbbeking   |
| Cover des Bandes „Strahlende Helden?!“ | 5               | Goldjungen                        | Christiane Kleine  |
| Cover des Bandes „Strahlende Helden?!“ | 6               | Bizarres aus Heldenheim           | Thomas Kohlschmidt |
| Cover des Bandes „Strahlende Helden?!“ | 7               | Die Drachenhöhle                  | Claudia Hornung    |
| Cover des Bandes „Strahlende Helden?!“ | 8               | Pling!                            | Andrea Tillmanns   |
| Cover des Bandes „Strahlende Helden?!“ | 9 = punktgleich | Dame Lydia und die hungrigen Iggl | Anne Grießer       |
| Cover des Bandes „Strahlende Helden?!“ | 9 = punktgleich | Der Hausmeister                   | Jörg Maurer        |

| Cover                       | Platzierung     | Titel                           | Autor              |
| --------------------------- | --------------- | ------------------------------- | ------------------ |
| Cover des Bandes „Es lebt!“ | 1               | Schlummernde Schrecken          | Dirk Wonhöfer      |
| Cover des Bandes „Es lebt!“ | 2               | Todesschrei                     | Birgit Erwin       |
| Cover des Bandes „Es lebt!“ | 3               | Skybike                         | B. Hermanek        |
| Cover des Bandes „Es lebt!“ | 4               | Nicht wahr Henry                | Petra Vennekohl    |
| Cover des Bandes „Es lebt!“ | 5               | Glibbrig flubbrige SlimiSlimers | Peter Classen      |
| Cover des Bandes „Es lebt!“ | 6               | Biedermann lebt                 | Wolfgang Sendner   |
| Cover des Bandes „Es lebt!“ | 7               | Doris                           | Jürgen Kinghorst   |
| Cover des Bandes „Es lebt!“ | 8               | Der steinerne Drache            | Andrea Tillmanns   |
| Cover des Bandes „Es lebt!“ | 9 = punktgleich | Auf die Zutat kommt es an       | Susanne Schnitzler |
| Cover des Bandes „Es lebt!“ | 9 = punktgleich | Die Mutter                      | Sabine Damerow     |

| Cover              | Platzierung      | Titel                          | Autor               |
| ------------------ | ---------------- | ------------------------------ | ------------------- |
| ISBN 3-938065-19-2 | 1                | Der Gesang der Trolle          | Niels Arne Münch    |
| ISBN 3-938065-19-2 | 2                | RAY Inc                        | Henning Mühlinghaus |
| ISBN 3-938065-19-2 | 3                | Voodoo mit Früchten            | Anja Labussek       |
| ISBN 3-938065-19-2 | 4                | Freiheit für die Unterschicht  | Andrea Tillmanns    |
| ISBN 3-938065-19-2 | 5                | Die Leiche im Keller           | Judith Ott          |
| ISBN 3-938065-19-2 | 6                | Ein verlockendes Angebot       | Dirk Wonhöfer       |
| ISBN 3-938065-19-2 | 7                | Leben zu vermieten             | Frank Lauenroth     |
| ISBN 3-938065-19-2 | 8 = punktgleich  | Der Pflanzenversteher          | Jutta Strzalka      |
| ISBN 3-938065-19-2 | 8 = punktgleich  | Die Hölle für mich ganz allein | Markus Jendrossek   |
| ISBN 3-938065-19-2 | 9                | Racheengel                     | Elke Achtner-Theiß  |
| ISBN 3-938065-19-2 | 10               | Die drei heißen Gesellen       | Rolf Hannes         |
| ISBN 3-938065-19-2 | 11 = punktgleich | Der Puppenspieler              | Anna-Pia Kerber     |
| ISBN 3-938065-19-2 | 11 = punktgleich | Die MA-Ma die bellen konnte    | Klaus Peter Walter  |
| ISBN 3-938065-19-2 | 11 = punktgleich | Macht                          | Falko Ossmann       |
| ISBN 3-938065-19-2 | 12 = punktgleich | Das dritte Auge                | Michael Brandl      |
| ISBN 3-938065-19-2 | 12 = punktgleich | Du sollst nicht töten          | Rita König          |
| ISBN 3-938065-19-2 | 12 = punktgleich | Knochenjob                     | Dagmar Fischer      |
| ISBN 3-938065-19-2 | 13               | Tödlicher Augenblick           | Andrea Busch        |
| ISBN 3-938065-19-2 | 14               | Das Opfer                      | Sylvia Donner       |
| ISBN 3-938065-19-2 | 15               | Allein                         | Regina Lindemann    |
| ISBN 3-938065-19-2 | 16               | Perfekt                        | Norbert Sindelek    |
| ISBN 3-938065-19-2 | 17               | Der mächtige Thalanos          | Bernhard Weißbecker |
| ISBN 3-938065-19-2 | 18               | Todestrakt                     | Thorsten Krüger     |
| ISBN 3-938065-19-2 | 19               | Sehnsucht                      | Petra Vennekohl     |
| ISBN 3-938065-19-2 | 20               | Anstoß                         | Elke Hahn           |
| ISBN 3-938065-19-2 | 21               | Schrei der Stille              | Regina Schleheck    |
| ISBN 3-938065-19-2 | 22               | Die Schnecke und der Stuhl     | Yves Gorat Stommel  |
| ISBN 3-938065-19-2 | 23               | Der Fluch der Heilerin         | Mandy Schmidt       |
| ISBN 3-938065-19-2 | 24 = punktgleich | Dimitri                        | Doris Selmaier      |
| ISBN 3-938065-19-2 | 24 = punktgleich | Intisar                        | Anja Steinhardt     |
| ISBN 3-938065-19-2 | 25               | Angst aus Eis                  | Ina May             |
| ISBN 3-938065-19-2 | 26               | Alles unter Kontrolle          | Alexandra Wolf      |
| ISBN 3-938065-19-2 | 27               | Der Steinmetz                  | Anu                 |
| ISBN 3-938065-19-2 | 28               | Gordas                         | Christine Hettich   |
| ISBN 3-938065-19-2 | 29               | Mail 13                        | Peter Brand         |
| ISBN 3-938065-19-2 | 30               | Hexenstich                     | Pepe Wasser         |
| ISBN 3-938065-19-2 | 31               | Robert                         | Stephan Ries        |
| ISBN 3-938065-19-2 | 32               | Wochenbewußtsein               | Sven Dreyer         |
| ISBN 3-938065-19-2 | 33               | Liebeszeichen                  | Ute Walenski        |

| Cover                  | Platzierung      | Titel                            | Autor               |
| ---------------------- | ---------------- | -------------------------------- | ------------------- |
| ISBN 978-3-938065-71-6 | 1                | Alle Zeit dieser Welt            | Martina Sprenger    |
| ISBN 978-3-938065-71-6 | 2                | Eine Frage des Prinzips          | Daniela Herbst      |
| ISBN 978-3-938065-71-6 | 3                | Die Stifte des Teufels           | Silke Walkstein     |
| ISBN 978-3-938065-71-6 | 4                | Die Rache der Götter             | Juliane Stadler     |
| ISBN 978-3-938065-71-6 | 5 = punktgleich  | Das hundertste Kraut             | Ilona Bicker        |
| ISBN 978-3-938065-71-6 | 5 = punktgleich  | Somne                            | Maximilian Weigl    |
| ISBN 978-3-938065-71-6 | 7                | Der Dunkle Ort                   | Bernd Illichmann    |
| ISBN 978-3-938065-71-6 | 8                | Frauenrache                      | Nathalie Gnann      |
| ISBN 978-3-938065-71-6 | 9                | Die Taschenuhr                   | Heike Pauckner      |
| ISBN 978-3-938065-71-6 | 10               | Ich bin der Schmerz              | Marco Ansing        |
| ISBN 978-3-938065-71-6 | 11               | Dämon                            | Sabine Blaeser      |
| ISBN 978-3-938065-71-6 | 12               | Code 5.23                        | Annabelle           |
| ISBN 978-3-938065-71-6 | 13               | Caelatura Daemonicus             | Alexandra Wolf      |
| ISBN 978-3-938065-71-6 | 14               | Die Rache des toten Gartens      | Sebastian von Arndt |
| ISBN 978-3-938065-71-6 | 15               | Der beste Freund des Menschen    | Sylvia Donner       |
| ISBN 978-3-938065-71-6 | 16 = punktgleich | Zweiunddreißig                   | Tobias Herrmann     |
| ISBN 978-3-938065-71-6 | 16 = punktgleich | Der ursprünglichste aller Zauber | Aileen Kopera       |
| ISBN 978-3-938065-71-6 | 18 = punktgleich | Die Jagd                         | Roman Schaupp       |
| ISBN 978-3-938065-71-6 | 18 = punktgleich | Die Echse des Präsidenten        | Holger Mossakowski  |
| ISBN 978-3-938065-71-6 | 18 = punktgleich | Bitteres Blut                    | Eckhard Bartkowski  |
| ISBN 978-3-938065-71-6 | 21 = punktgleich | Goldlöckchens Rache              | Arndt Waßmann       |
| ISBN 978-3-938065-71-6 | 21 = punktgleich | Geisterträume                    | Stephanie Böhnlein  |
| ISBN 978-3-938065-71-6 | 23 = punktgleich | Alp                              | Günter Wirtz        |
| ISBN 978-3-938065-71-6 | 23 = punktgleich | Denk an mich                     | Carla Heinzel       |
| ISBN 978-3-938065-71-6 | 25               | Herr Maier                       | Florian Heller      |
| ISBN 978-3-938065-71-6 | 26               | U-Bahn                           | Sabine Lohrke       |
| ISBN 978-3-938065-71-6 | 27               | Dexter’s End                     | Michael Mauch       |
| ISBN 978-3-938065-71-6 | 28               | Der letzte Tag                   | Peter Brand         |

| Cover                  | Platzierung      | Titel                             | Autor                               |
| ---------------------- | ---------------- | --------------------------------- | ----------------------------------- |
| ISBN 978-3-942026-35-2 | 1                | Die Maske des Siegers             | Thomas Strehl                       |
| ISBN 978-3-942026-35-2 | 2                | Anderland                         | Karin Jacob                         |
| ISBN 978-3-942026-35-2 | 3 = punktgleich  | Schöne Gesichter                  | Aileen Kopera                       |
| ISBN 978-3-942026-35-2 | 3 = punktgleich  | Dr. Schnabel                      | Kristina Kesselring                 |
| ISBN 978-3-942026-35-2 | 5                | FBM                               | Günter Wirtz                        |
| ISBN 978-3-942026-35-2 | 6                | Der Dämonenball                   | Nicole Gifi                         |
| ISBN 978-3-942026-35-2 | 7                | Nacht der Masken                  | Sandra Friedrich                    |
| ISBN 978-3-942026-35-2 | 8                | Das geheime Gesicht               | Vanessa Kaiser und Thomas Lohwasser |
| ISBN 978-3-942026-35-2 | 9                | Spiel nicht mit den Kellerkindern | Manuela Obermeier                   |
| ISBN 978-3-942026-35-2 | 10               | Der ängstliche Mann               | Viktor Nepomuk                      |
| ISBN 978-3-942026-35-2 | 11               | Das verlassene Haus               | Jens-Uwe Peters                     |
| ISBN 978-3-942026-35-2 | 12               | Vogeltänzer                       | Stefanie Anger                      |
| ISBN 978-3-942026-35-2 | 13 = punktgleich | Schutzmasken                      | Karsten Beuchert                    |
| ISBN 978-3-942026-35-2 | 13 = punktgleich | Der Gesandte                      | Heike Knauber                       |
| ISBN 978-3-942026-35-2 | 15               | Madame in 31                      | G. K. Nobelmann                     |
| ISBN 978-3-942026-35-2 | 16 = punktgleich | Götterbild                        | Sanna Schwarz                       |
| ISBN 978-3-942026-35-2 | 16 = punktgleich | Selbstlos                         | Joachim Tabaczek                    |
| ISBN 978-3-942026-35-2 | 16 = punktgleich | Hades                             | Marcus Haas                         |
| ISBN 978-3-942026-35-2 | 19               | Masque de la nuit                 | Peter Brand                         |
| ISBN 978-3-942026-35-2 | 20               | Verfolgt                          | Michael Mauch                       |
| ISBN 978-3-942026-35-2 | 21               | Paule sucht Patrick               | Jan-Christoph Prüfer                |
| ISBN 978-3-942026-35-2 | 22 = punktgleich | Die Galerie                       | Michael Charvat                     |
| ISBN 978-3-942026-35-2 | 22 = punktgleich | Der Laden                         | Jacqueline Bechert                  |
| ISBN 978-3-942026-35-2 | 24               | Die Maske des wütenden Gottes     | Birgit Schulz                       |
| ISBN 978-3-942026-35-2 | 25               | Maskenmacher                      | Julia Klimmeck                      |

| Cover                  | Platzierung      | Titel                                      | Autor                            |
| ---------------------- | ---------------- | ------------------------------------------ | -------------------------------- |
| ISBN 978-3-940036-28-5 | 1                | Namu                                       | Günter Wirtz                     |
| ISBN 978-3-940036-28-5 | 2                | Verbindungsabbruch                         | Daniel Schlegel                  |
| ISBN 978-3-940036-28-5 | 3                | Der Gesang der Engel                       | Vanessa Kaiser, Thomas Lohwasser |
| ISBN 978-3-940036-28-5 | 4                | Ortan entdeckt die Stille                  | Christian J. Meier               |
| ISBN 978-3-940036-28-5 | 5                | Die Ruhe vor dem Sturm                     | Corinna Schattauer               |
| ISBN 978-3-940036-28-5 | 6                | Ohne Worte                                 | Joachim Tabaczek                 |
| ISBN 978-3-940036-28-5 | 7                | Tage der Stille, Tage des Klangs           | Arndt Waßmann                    |
| ISBN 978-3-940036-28-5 | 8                | Das lautlose Lied                          | Sebastian Illigens               |
| ISBN 978-3-940036-28-5 | 9                | Von Äpfeln und Feen                        | Michael Edelbrock                |
| ISBN 978-3-940036-28-5 | 10               | Helfen Sie der Vigilanz!                   | Thomas Heidemann                 |
| ISBN 978-3-940036-28-5 | 11               | Lärm                                       | Victor Boden                     |
| ISBN 978-3-940036-28-5 | 12               | Allein                                     | Marc Suter                       |
| ISBN 978-3-940036-28-5 | 13               | Die schwebenden Mönche                     | Günther Kienle                   |
| ISBN 978-3-940036-28-5 | 14               | Ihr Schweigen                              | Frank Tischmann                  |
| ISBN 978-3-940036-28-5 | 15               | Die Stille und das Licht                   | Ute Walenski                     |
| ISBN 978-3-940036-28-5 | 16               | Die Stimme aus der Stille                  | Marco Ansing                     |
| ISBN 978-3-940036-28-5 | 17               | Erinnerungen an meinen Körper              | S.A. Benz                        |
| ISBN 978-3-940036-28-5 | 18               | Archibald Leach und der Angriff der Stille | Markus Cremer                    |
| ISBN 978-3-940036-28-5 | 19               | Der Ruf der Stille                         | Dahlia von Dohlenburg            |
| ISBN 978-3-940036-28-5 | 20               | Ausgehorcht                                | Manfred Voita                    |
| ISBN 978-3-940036-28-5 | 21 = punktgleich | Ich bin immer da                           | Sibylle Biedermann               |
| ISBN 978-3-940036-28-5 | 21 = punktgleich | In der Spinne                              | Kristina Kesselring              |
| ISBN 978-3-940036-28-5 | 23               | Todesstille                                | Tina Stäbler                     |
| ISBN 978-3-940036-28-5 | 24               | Die Gabe der Vorhersehung                  | Raphael Dagen                    |
| ISBN 978-3-940036-28-5 | 25               | Der Wassermann vom schwarzen Weiher        | Susann Obando Amendt             |
| ISBN 978-3-940036-28-5 | 26               | Stillleben                                 | Claudia Heyder                   |
| ISBN 978-3-940036-28-5 | 27               | Die Maschine                               | Markus Unger                     |
| ISBN 978-3-940036-28-5 | 28               | Der Preis der Stille                       | Regine Schineis                  |
| ISBN 978-3-940036-28-5 | 29               | Die Schaukel                               | Martina Schiller-Rall            |

| Cover                  | Platzierung     | Titel                           | Autor               |
| ---------------------- | --------------- | ------------------------------- | ------------------- |
| ISBN 978-3-940036-39-1 | 1               | Krickel                         | Günter Wirtz        |
| ISBN 978-3-940036-39-1 | 2               | Wanderjahre                     | Joachim Tabaczek    |
| ISBN 978-3-940036-39-1 | 3 = punktgleich | Der Flur in der 13. Etage       | Daniel Huster       |
| ISBN 978-3-940036-39-1 | 3 = punktgleich | Das Kristallgrab                | Michael Edelbrock   |
| ISBN 978-3-940036-39-1 | 5               | Unter der Stadt                 | Julia Annina Jorges |
| ISBN 978-3-940036-39-1 | 6               | Die dunklen Gänge               | Wolfgang Schwarz    |
| ISBN 978-3-940036-39-1 | 7               | Das Spiel                       | Carolin Marek       |
| ISBN 978-3-940036-39-1 | 8               | Und in der Mitte stand ein Turm | Tobias Habenicht    |
| ISBN 978-3-940036-39-1 | 9               | Im Labyrinth des Wasserspeiers  | Manuela Schörghofer |
| ISBN 978-3-940036-39-1 | 10              | Eibengesänge                    | Thomas Heidemann    |
| ISBN 978-3-940036-39-1 | 11              | Im letzten Mais                 | Johannes Harstick   |
| ISBN 978-3-940036-39-1 | 12              | Gedankengänge                   | Denise Gawron       |
| ISBN 978-3-940036-39-1 | 13              | Gruß von Melli                  | Renée Engel         |
| ISBN 978-3-940036-39-1 | 14              | Das Labyrinth                   | Wolfram Christian   |
| ISBN 978-3-940036-39-1 | 15              | Teezeit                         | Sandra Jehsert      |
| ISBN 978-3-940036-39-1 | 16              | Die Hirnsammlerin               | Sophia Roppe        |
| ISBN 978-3-940036-39-1 | 17              | Minos' Grusellabyrinth          | Alisha Pilenko      |
| ISBN 978-3-940036-39-1 | 18              | Mehr als das                    | Michael Mauch       |
| ISBN 978-3-940036-39-1 | 19              | Der letzte Gang                 | Enzo Asui           |
| ISBN 978-3-940036-39-1 | 20              | Fliegende Teppiche              | Ilona Bicker        |
| ISBN 978-3-940036-39-1 | 21              | Welt hinter Mauern              | Philipp Börner      |
| ISBN 978-3-940036-39-1 | 22              | Koboldblut                      | Ariane Goldbach     |
| ISBN 978-3-940036-39-1 | 23              | Blaubart                        | Ina Elbracht        |
| ISBN 978-3-940036-39-1 | 24              | Kurven                          | Carmen Wedeland     |

| Cover                  | Platzierung | Titel                              | Autor                     |
| ---------------------- | ----------- | ---------------------------------- | ------------------------- |
| ISBN 978-3-940036-49-0 | 1           | Die Menschmaschine                 | Johannes Gebhardt         |
| ISBN 978-3-940036-49-0 | 2           | Kinder der Maschine                | Thomas Heidemann          |
| ISBN 978-3-940036-49-0 | 3           | Evolution                          | Renée Engel               |
| ISBN 978-3-940036-49-0 | 4           | 25 000 Teile                       | Sabine Frambach           |
| ISBN 978-3-940036-49-0 | 5           | Der Recycler                       | Günther Kienle            |
| ISBN 978-3-940036-49-0 | 6           | Lanas Projekt                      | Martin Rüsch              |
| ISBN 978-3-940036-49-0 | 7           | Abnormität                         | Olaf Stieglitz            |
| ISBN 978-3-940036-49-0 | 8           | Der Milchkrieg                     | Christian J. Meier        |
| ISBN 978-3-940036-49-0 | 9           | J-2112                             | Celin Aden                |
| ISBN 978-3-940036-49-0 | 10          | Von Centauren und Menschen         | Nele Sickel               |
| ISBN 978-3-940036-49-0 | 11          | Benzer the Mancer                  | Robert Friedrich von Cube |
| ISBN 978-3-940036-49-0 | 12          | Tür Nummer 12                      | Thomas Lendl              |
| ISBN 978-3-940036-49-0 | 13          | Maschinenträume                    | Tim Pollok                |
| ISBN 978-3-940036-49-0 | 14          | Nummer 7                           | Tanja Bernards            |
| ISBN 978-3-940036-49-0 | 15          | Patient Null                       | Tobias Herford            |
| ISBN 978-3-940036-49-0 | 16          | Weltenkeller                       | Eli Quinn                 |
| ISBN 978-3-940036-49-0 | 17          | Die Dame mit den Scheinwerferaugen | Jan-Niklas Bersenkowitsch |
| ISBN 978-3-940036-49-0 | 18          | Der Chronomat                      | Nora-Marie Borrusch       |
| ISBN 978-3-940036-49-0 | 19          | Zahnräder                          | Anne Danck                |
| ISBN 978-3-940036-49-0 | 20          | Feuerfunken                        | Anna Eichenbach           |
| ISBN 978-3-940036-49-0 | 21          | Der Uhrmacher und das Leben        | Gabriel Maier             |
| ISBN 978-3-940036-49-0 | 22          | Die große Kaninchenplage von 2036  | Regine D. Ritter          |
| ISBN 978-3-940036-49-0 | 23          | Leben in der Matrix                | Robert Wiesinger          |
| ISBN 978-3-940036-49-0 | 24          | Der Fluxkompensator                | Sven Weiss                |
| ISBN 978-3-940036-49-0 | 25          | Pygmalions Insel                   | Nora Spiegel              |

## Publikationen und Auskopplungen
Erschienene Publikationen in zeitlicher Reihenfolge:
„Traumpfade“ (Gewinntexte der Story-Olympiade des Jahres 2000; 1. Auflage März 2001, 250 Exemplare; 2. Auflage April 2001, 100 Exemplare)
„Geschöpfe der Dunkelheit“ (Gewinntexte der Story-Olympiade 2001; erschienen 2002, 500 Exemplare)
„Düstere Visionen“ (erstes Story-Olympiade ‚Spezial‘, 2002)
„Hexen, Magier, Scharlatane“ (Gewinntexte der Story-Olympiade 2002, erschienen 2002)
„Pandaimonion“ (Story-Olympiade-Spezial, 2002)
„Märchenzauber“ (Story-Olympiade-Spezial, 2003)
„Pandaimonion II – Denn der Wahnsinn ist nahe“ (Story-Olympiade-Spezial, 2003)
„Pandaimonion III – Für Daddy“ (Story-Olympiade-Spezial, 2003)
„Strahlende Helden?!“ (Gewinntexte der Story-Olympiade 2003, erschienen 2003)
„Gute Nacht-Geschichten“ (Story-Olympiade-Spezial, 2003)
„Der eiserne Thron“ (Demonwright, 2003)
„Griff nach der Macht“ (Demonwright, 2003)
„Pandaimonion IV – Das Gewächshaus“ (Story-Olympiade-Spezial, 2004)
„Deus ex Machina“ (Science Fiction Projekt, 2004)
Weitere Publikationen nach Genres sortiert:
Märchen:
- „Zauberhafte Märchenwelt“, ISBN 3-938065-03-6
- „Noch mehr Gute Nacht Geschichten“, ISBN 3-938065-10-9
- „Immer diese Kobolde“, ISBN 3-938065-20-6
- „Drachenstarker Feenzauber“, ISBN 978-3-938065-28-0
- „Wovon träumt der Mond?“, ISBN 978-3-938065-37-2

Horror/Grusel/Phantastik:
- „Pandaimonion I – VIII“, z. B. ISBN 3-938065-27-3, ISBN 3-938065-17-6, ISSN 1618-9647-Bd7

Thriller
- „Lichtscheu“, ISBN 3-938065-06-0
- „Neun Leben“, ISBN 3-938065-14-1
- „Blind“, ISBN 3-938065-15-X

Fantasy:
- „Der eiserne Thron“ (2003), Demonwright, ISSN 1612-0566-Bd1
- „Griff nach der Macht“ (2003), Demonwright, ISSN 1612-0566-Bd2
- „Schatten über Byzantium“(2004), Demonwright, ISBN 3-938065-01-X
- „Das vergessene Portal“ (2004), Demonwright, ISBN 3-938065-02-8
- „Geschichten aus Movenna“ (2004), Movenna, ISBN 3-938065-00-1
- „Ein Prinz für Movenna“ (2007), Movenna, ISBN 3-938065-24-9
- „Nach Norden“, ISBN 3-938065-09-5

Science Fiction:
- „Deus Ex Machina“ (2004), ISSN 1618-9647
- „Walfred Goreng“ (2004), ISBN 3-938065-04-4
- „Überschuss“ (2005), ISBN 3-938065-08-7
- „Golem & Goethe“ (2005), ISBN 3-938065-13-3
- „Entheete“ (2006), ISBN 3-938065-16-8
- „Tabula rasa“ (2006), ISBN 3-938065-18-4
- „Lazarus“ (2007)
- „Die Zyanid Connection“ (2007), ISBN 3-938065-22-2
- „Andrade“ (2007), ISBN 3-938065-25-7
- „S.F.X“ (2007), ISBN 3-938065-29-X

## Nominierungen/Preise
| Jahr | Rubrik                                             | Platzierung | Titel/Autor                                                                                  |
| ---- | -------------------------------------------------- | ----------- | -------------------------------------------------------------------------------------------- |
| 2004 | Roman-Debüt National                               | Platz 3     | „Der eiserne Thron“ – Demonwright / H. Jänchen, C. Savoy & A. Tillmanns                      |
| 2004 | Kurzgeschichte                                     | Platz 5     | „Die korrektive Kunststoffkröte“ / Robert Kerber aus „Pandaimonion II“                       |
| 2004 | Original-Antho/Kollektion                          | Platz 2     | „Pandaimonium II“, ISSN 1618-9647                                                            |
| 2005 | Roman-Debüt Deutschsprachig                        | Platz 3     | „Das vergessene Portal“ – Demonwright / Armin Rößler, ISBN 3-938065-02-8                     |
| 2005 | Kurzgeschichte Deutschsprachig                     | Platz 5     | „Ein Alien kommt selten allein“ / Stefan Wogawa aus „Walfred Goreng“                         |
| 2005 | Original-Anthologie                                | Platz 4     | „Walfred Goreng“ / Armin Rößler & Dieter Schmitt                                             |
| 2006 | Bestes Roman-Debüt                                 | Platz 3     | „Lichtscheu“ / Birgit Erwin                                                                  |
| 2006 | Beste Anthologie/Kurzgeschichtensammlung           | Platz 5     | „Überschuss“ / Armin Rößler                                                                  |
| 2006 | Bester Grafiker                                    | Platz 4     | Ernst Wurdack                                                                                |
| 2006 | Bester Comic                                       | Platz 3     | „Wurmics – Born to be Worm“ / Matthias Herkle                                                |
| 2007 | Beste Anthologie                                   | Platz 2     | „Tabula rasa“ / Armin Rößler & Heidrun Jänchen [Hrsg.]                                       |
| 2008 | Beste deutschsprachige Kurzgeschichte              | Platz 1     | „Herz aus Stein“ / Jörg Olbrich (Die Formel des Lebens (Wurdack))                            |
| 2008 | Beste Original-Anthologie/Kurzgeschichten-Sammlung | Platz 1     | „Drachenstarker Feenzauber“ / Petra Hartmann [Hrsg.] (Wurdack, 2007, ISBN 978-3-938065-28-0) |

| Jahr | Rubrik         | Platzierung | Titel/Autor |
| ---- | -------------- | ----------- | --- |
| 2004 | Kurzgeschichte | Platz 12    | „Vor dem Sturm“ / Heidrun Jänchen aus „Deus Ex Machina“                                                                                            |
| 2005 | Kurzgeschichte | Platz 6     | „Faust“ / Armin Rößler aus „Deus Ex Machina“ |
| 2005 | Kurzgeschichte | Platz 13    | „Die verbesserte Universalfernbedienung“ / Bernhard Brunner aus „Deus Ex Machina“                                                                  |
| 2007 | Roman          | Platz 5     | „Entheete“ / Armin Rößler |
| 2008 | Roman          | Platz 2     | »Simon Goldsteins Geburtstagsparty« von Heidrun Jänchen, Wurdack Verlag, ISBN 3-938065-33-8                                                        |
| 2008 | Kurzgeschichte | Platz 1     | »Weg mit Stella Maris« von Karla Schmidt, erschienen in: Armin Rößler, Heidrun Jänchen (Hrsg.), »Lotus-Effekt«, Wurdack Verlag, ISBN 3-938065-32-X |

| Jahr | Rubrik          | Platzierung | Titel/Autor                                                           |
| ---- | --------------- | ----------- | --------------------------------------------------------------------- |
| 2005 | Kurzgeschichten | Platz 14    | „Empfänger “ / Robert Kerber aus „Deus Ex Machina“                    |
| 2006 | Kurzgeschichten | Platz 9     | „Alles wandelt sich“ / Antje Ippensen aus „Überschuss“                |
| 2006 | Kurzgeschichten | Platz 10    | „Interferenz“ / Bernhard Schneider aus „Golem & Goethe“               |
| 2006 | Kurzgeschichten | Platz 11    | „Fallstudie: Terroristin Jenny S.“ – Heidrun Jänchen aus „Überschuss“ |
| 2006 | Kurzgeschichten | Platz 14    | „Golem & Goethe“ / Stefan Wogawa aus „Golem & Goethe“                 |
| 2006 | Beste Graphik   | Platz 3     | Ernst Wurdack für das Titelbild zu „Golem & Goethe“                   |
| 2007 | Kurzgeschichten | Platz 3     | „Das Projekt Moa“ / Heidrun Jänchen aus „Tabula rasa“                 |
| 2007 | Kurzgeschichten | Platz 8     | „Die Wege des Großen Konstrukteurs“ / Uwe Hermann aus „Tabula rasa“   |
| 2007 | Kurzgeschichten | Platz 9     | „KI 21“ / Bernhard Schneider aus „Tabula rasa“                        |
| 2007 | Beste Graphik   | Platz 6     | Ernst Wurdack für das Titelbild zu „Entheete“                         |
| 2007 | Bester Roman    | Platz 6     | „Entheete“ / Armin Rößler                                             |
| 2008 | Kurzgeschichten | Platz 3     | „Fünfundneunzig Prozent“ / Heidrun Jänchen aus "Lazarus"              |
| 2008 | Kurzgeschichten | Platz 5     | „Heimkehr“ / Frank W. Haubold aus "S.F.X"                             |
| 2008 | Beste Graphik   | Platz 3     | Ernst Wurdack für das Titelbild zu „S.F.X“                            |
| 2008 | Bester Roman    | Platz 4     | „Andrade“ / Armin Rößler                                              |
| 2009 | Kurzgeschichten | Platz 1     | „Ein Geschäft wie jedes andere“ / Heidrun Jänchen aus "Lotus-Effekt"  |
| 2009 | Kurzgeschichten | Platz 3     | „Weg mit Stella Maris“ / Karla Schmidt aus "Lotus-Effekt"             |
| 2009 | Kurzgeschichten | Platz 4     | „Photosolaris“ / Nadine Boos aus "Lotus-Effekt"                       |
| 2009 | Bester Roman    | Platz 2     | „Simon Goldsteins Geburtstagsparty“ / Heidrun Jänchen                 |
| 2009 | Bester Roman    | Platz 5     | „Argona“ / Armin Rößler                                               |